# Fandoga (Niamey)
Fandoga (auch: Fondoga) ist ein Weiler im Arrondissement Niamey IV der Stadt Niamey in Niger.

## Geographie
Der Weiler liegt am östlichen Rand des ländlichen Gemeindegebiets von Niamey. Westlich von Fandoga befindet sich das urbane Stadtviertel Niamey 2000. Zu den umliegenden ländlichen Siedlungen zählen das Dorf Saga Gorou I im Norden, das Dorf Saga Gorou II im Süden und der Weiler Fandora im Südwesten.

## Geschichte
Fandoga wurde Anfang des 20. Jahrhunderts gegründet. Die ersten Einwohner kamen aus dem am Fluss Niger gelegenen Dorf Tonko Bangou. Sie hielten sich anfangs nur während der Regenzeit zur Bewirtschaftung der Felder in Fandoga auf und kehrten nach der Ernte nach Tonko Bangou zurück, bis sie sich schließlich dauerhaft in der neuen Siedlung niederließen. In ethnischer Hinsicht handelte es sich vor allem um Zarma. Innerhalb der ersten zwanzig Jahre nach der Ortsgründung wanderten Fulbe-Viehzüchter zu. Diese verloren während der Dürren der 1970er und 1980er Jahre ihr Vieh und wurden auch zu Ackerbauern.

## Bevölkerung
Bei der Volkszählung 2012 hatte Fandoga 566 Einwohner, die in 72 Haushalten lebten.